# کلارا بلادگود

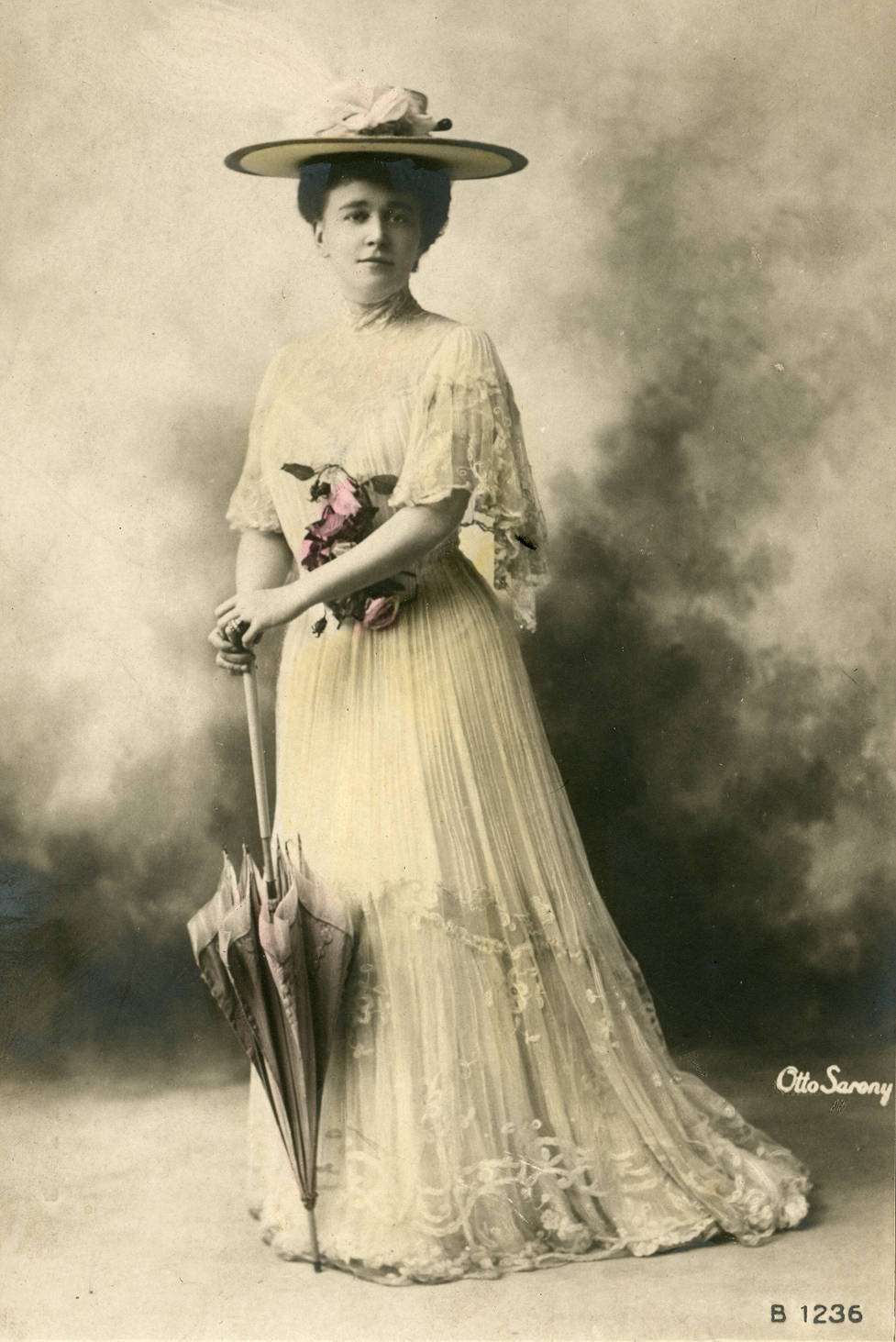

کلارا بلادگود (نام خانوادگی ساتن استفنز؛ ۲۸ اوت ۱۸۶۸–۵ دسامبر ۱۹۰۷) یک بازیگر آمریکایی بود که به یک هنرپیشه موفق صحنه برادوی تبدیل شد. کلارا ساتن استفنز در لانگ برانچ، نیوجرسی، دختر ادوارد استفنز و آنی ماریا ساتون استفنز متولد شد. پدر او، وکیل برجسته نیویورک، پسر نویسنده آن اس. استفنز بود. مادر او یکی از سه خواهری بود که زمانی توسط جامعه عالی نیویورک «دختران زیبای ساتون» نامیده می‌شد.